# PES (Regisseur)
PES (* 26. Mai 1973 in New Jersey; bürgerlich Adam Pesapane) ist ein US-amerikanischer Animator, Filmregisseur, Filmproduzent, Drehbuchautor und Kameramann, der vorwiegend Kurzfilme dreht.

## Leben
Pesapane studierte zunächst Englische Literatur und Druckgrafik an der University of Virginia. Schon in dieser Zeit zeichnete er viel und verarbeitete in seinen Geschichten persönliche Erlebnisse. Er arbeitete nach Ende des Studiums kurze Zeit als Grafiker am Magazin Icon Thoughtstyle und war anschließend als Assistent in der Werbeagentur McCann-Erickson in New York City tätig. An der New York University besuchte Pesapane Filmkurse und beendete bei McCann seinen ersten Kurzfilm Dogs of War, der noch nicht animiert war. In ihm werden hungrige Kinder aus Bombern mit Hot Dogs beworfen.
Im Jahr 2001 begann er an seinem ersten animierten Kurzfilm Roof Sex über zwei auf einem Dach kopulierende Stühle zu arbeiten, der eine Minute lang war und sich vor allem über das Internet verbreitete. Der Film gewann 2002 den Preis für das Beste Erstlingswerk auf dem Festival d’Animation Annecy. Es folgten weitere Kurzfilme, die PES in Stop-Motion realisierte. Zudem wurde er als Werbefilmer aktiv. Im Jahr 2013 erhielt sein animierter Kurzfilm Fresh Guacamole eine Oscarnominierung in der Kategorie Bester animierter Kurzfilm.
Das Pseudonym PES ist ein Spitzname aus Kinderzeiten, der sich aus den Anfangsbuchstaben seines Nachnamens zusammensetzt. PES selbst nutzt sein Pseudonym auch als Referenz an die Süßigkeiten PEZ, auf die er auch mit seiner Internetseite eatpes.com anspielt.

## Filmografie
- 2001: Dogs of War
- 2002: Roof Sex
- 2002: Pee-Nut
- 2004: KaBoom!
- 2006: Game Over!
- 2008: Western Spaghetti
- 2010: The Deep
- 2012: Fresh Guacamole
- 2014: Black Gold